# Aeromys
Aeromys es un género de roedores esciuromorfos de la familia Sciuridae conocidos vulgarmente como ardillas voladoras negras. Se encuentran en la península de Malaca, Sumatra y Borneo.

## Especies
Se reconocen las siguientes especies:
- Aeromys tephromelas
- Aeromys thomasi